# Anira
Anira es uno de los doce Daï-tho, genios que, en el budismo japonés, presiden las horas. La octava, que corresponde a las dos de la tarde, está bajo la protección de Anira o Hitsoudji (el carnero).
Se le representaba por una figura grotesca, con una especie de cabeza de carnero cíclico y haciendo un gesto amenazador con una mano armada comúnmente de un sable.